# سول دوک (کشتی بخار)
سول دوک (کشتی بخار) (به انگلیسی: Sol Duc (steamship)) یک کشتی است که طول آن ۱۸۹ فوت (۵۷٫۶۱ متر) می‌باشد. این کشتی در سال ۱۹۱۲ ساخته شد.